# Contos Exemplares
Contos Exemplares é um conjunto de contos de Sophia de Mello Breyner Andresen, publicado em 1962.
O seu nome faz uma referência directa, explícita numa citação no início do livro, às Novelas exemplares de Miguel de Cervantes ("é-lhes dado o nome de exemplares, e se virdes bem, não há nenhum do qual não se possa retirar um exemplo").
Em alusão ao livro de ensaios políticos publicado pelo marido, Francisco Sousa Tavares, em 1960 (Combate desigual) esta obra traz a seguinte dedicatória:

"Para o Francisco que me ensinou a coragem e a luta do combate desigual".

## Lista de contos
Com um prefácio ("Pórtico") de António Ferreira Gomes, inclui os seguintes contos:
- O Jantar do Bispo - Conta história de um bispo a desesperadamente tentar arranjar a sua igreja.
- A viagem - Uma história abstracta da viagem de um casal num mundo onde tudo desaparece.
- Retrato de Mónica - Uma descrição da clássica mulher de vida organizada: "Mónica" neste caso. Inspirado em Cecília Supico Pinto.
- Praia - Descrição de um clube de praia onde a única preocupação era o presente e nada mais.
- Homero - História de búzio, um sem abrigo que vivia com as ondas da praia.
- O Homem - Uma rapariga reencontra um homem e não o reconhece.
- Os Três Reis do Oriente - Conta a história de como cada um dos reis magos percebeu o chamamento da estrela.